# Všenory
Obec Všenory se nachází v okrese Praha-západ, kraj Středočeský, při řece Berounce, pod kopcem Kámen, zhruba 19 km jihozápadně od centra hlavního města Prahy. Žije zde přibližně 1 700 obyvatel.

## Historie
Všenory vznikly spojením dvou původně samostatných obcí: Všenory a Horní Mokropsy. První písemná zmínka o vsi Horní Mokropsy pochází z roku 1088, první zmínka o původních Všenorech pak z roku 1205.
Hranici mezi Všenorami a Horními Mokropsy historicky vymezoval tzv. Všenorský dub, který dosud stojí u křižovatky ulic Karla Majera a U dubu. Jeho parametry jsou uváděny obvod 555 cm, výška 13 m, stáří 320 let. (jiný zdroj uvádí stáří kolem 450 let, obvod 557 cm a výšku do 13 metrů) Je jedním z nejstarších dubů letních ve středních Čechách, roku 1982 byl vyhlášen památným stromem. Živá je již jen polovina jeho kmene, koruna však zůstává poměrně vyrovnaná.
V letech 1869–1900 byla vesnice součástí obce Černolice, v roce 1910 součástí obce Všenory-Černolice a od roku 1921 se stala samostatnou obcí.

### Územněsprávní začlenění
Dějiny územněsprávního začleňování zahrnují období od roku 1850 do současnosti. V chronologickém přehledu je uvedena územně administrativní příslušnost obce (osady) v roce, kdy ke změně došlo:
- 1850 země česká, kraj Praha, politický okres Smíchov, soudní okres Zbraslav[7]
- 1855 země česká, kraj Praha, soudní okres Zbraslav
- 1868 země česká, politický okres Smíchov, soudní okres Zbraslav
- 1927 země česká, politický okres Praha-venkov, soudní okres Zbraslav[8]
- 1939 země česká, Oberlandrat Praha, politický okres Praha-venkov, soudní okres Zbraslav[9]
- 1942 země česká, Oberlandrat Praha, politický okres Praha-venkov-jih, soudní okres Zbraslav[10]
- 1945 země česká, správní okres Praha-venkov-jih, soudní okres Zbraslav[11]
- 1949 Pražský kraj, okres Praha-jih[12]
- 1960 Středočeský kraj, okres Praha-západ
- 2003 Středočeský kraj, obec s rozšířenou působností Černošice

### Rok 1932
Ve vsi Všenory (695 obyvatel) byly v roce 1932 evidovány tyto živnosti a obchody: cihelna, obchod s cukrovinkami, drogerie, obchod s dřívím, Družstvo pro elektrisaci Všenor, holič, 3 hostince, 2 hotely (Pensionát Stejskal, Zdeňka), kosíkář, kovář, 2 krejčí, obchod s kůžemi, mlýn, 2 obuvníci, pekař, pohřební ústav, 2 řezníci, 2 obchody se smíšeným zbožím, stavební družstvo, tesařský mistr, 2 trafiky, truhlář, velkostatkář Hanuš Katolický.
Ve vsi Horní Mokropsy (1100 obyvatel, katol. kostel, samostatná ves se poté stala osadou Všenor, později zanikla) byly v roce 1932 evidovány tyto živnosti a obchody: lékař, bio Sokol, cihelna, Družstvo pro elektrisaci Horních Mokropsů, elektrárna, elektrotechnický závod, holič, 3 hostince, kolář, 2 košíkáři, kovář, 2 krejčí, lakýrník, 4 obuvníci, 2 obchody s ovocem, palivo, pekař, pokrývač, porodní asistentka, 4 povozníci, realitní kancelář, 6 rolníků, 2 řezníci, sadař, 8 obchodů se smíšeným zbožím, stavitel, 2 švadleny, tesařský mmistr, 3 trafiky, 2 truhláři, 2 zámečníci, zednický mistr.

## Pamětihodnosti
- kostel svatého Václava
- kaple svatého Jana Křtitele
- památný dub
- zámek (nepřístupný veřejnosti)
- Gloriet
- park Edmunda Teyrovského (pozůstatky, nepřístupný)

## Doprava

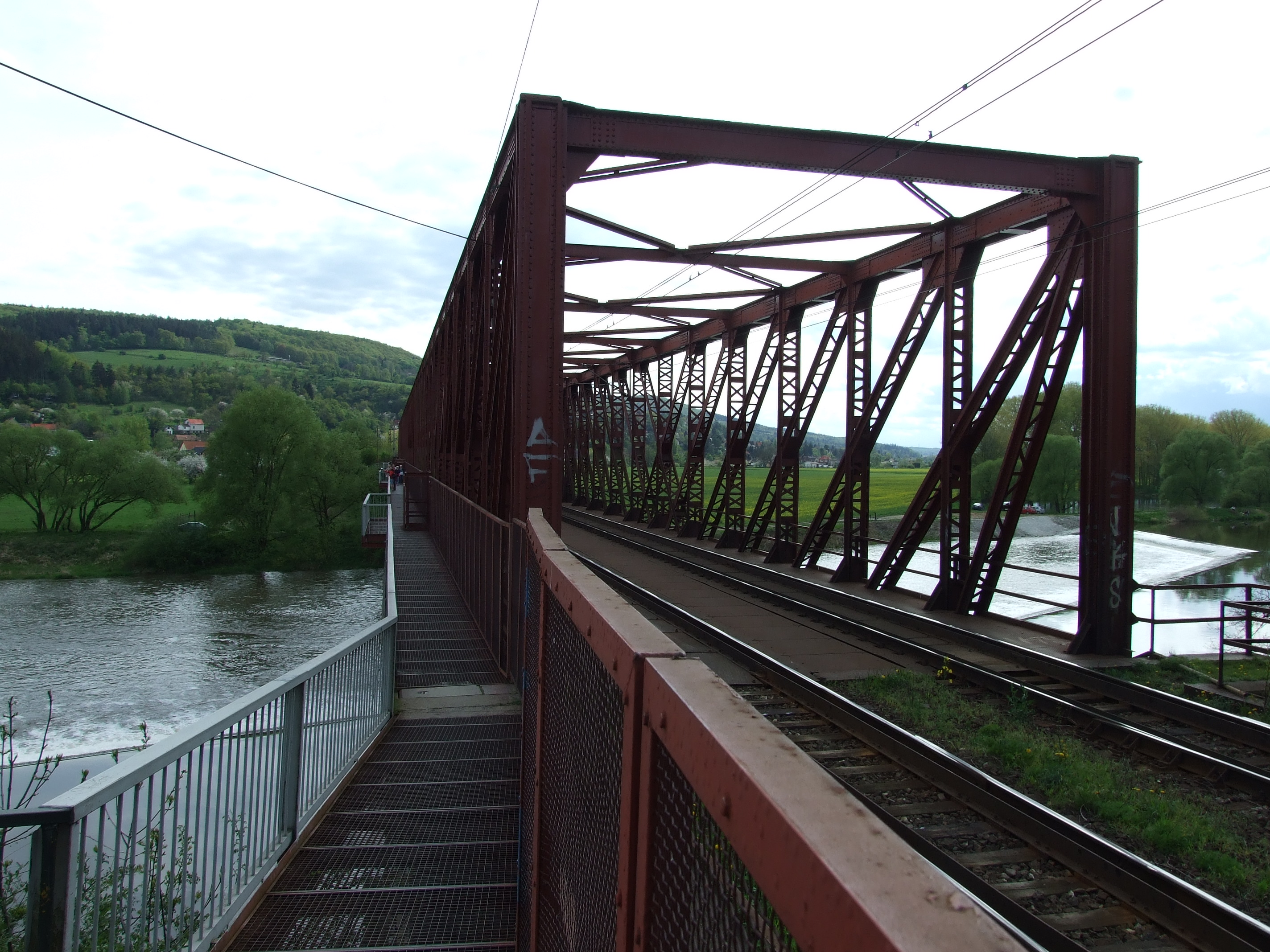
Železniční most mezi Horními a Dolními Mokropsy s postranní lávkou pro pěší a cyklisty

Všenorským údolím a bývalým brodem přes Berounku mezi Horními a Dolními Mokropsy vedla Zlatá stezka, po níž putovali kupci od Jadranu k Baltu. V 19. století spojoval Horní a Dolní Mokropsy přívoz. Od roku 1862 spojuje Horní Mokropsy, které jsou od roku 1951 součástí Všenor, s Dolními Mokropsy, které jsou dnes součástí Černošic, železniční most. V únoru 1907 v souvislosti s projektováním projektování dvoukolejného železničního mostu začalo mezi zástupci Dolních a Horních Mokropes jednání o stavbě silničního mostu přes Berounku. Okresní výbor na Zbraslavi a ředitelství c. k. státních drah v Praze s projektem souhlasily. Zastupitelstvo Dolních Mokropes se 26. července 1907 usneslo, aby ředitelství c. k. státních drah zároveň se stavbou mostních pilířů pro železniční most přikročilo k jejich rozšíření, aby se na nich mohl konstruovat železný silniční most o minimální šířce 5 metrů. Dolnomokropeská kronika dále dodává, že silniční most nakonec bohužel postaven nebyl, ačkoliv pilíře byly postaveny na široké základně, důvody nepostavení však v kronice napsány nejsou. Dolní a Horní Mokropsy v minulosti spojovala též dřevěná lávka, kterou však vzala povodeň. Kolem roku 2006 se diskutovalo o záměru postavit na jejím místě novou lávku, ocelovou, vyvěšenou na pylon na všenorské straně řeky. V některých obdobích byl stavěn též sezónní pontonový most od černošické lokality V Lavičkách. Kolem roku 1985 byla v Akci Z k železničnímu mostu po straně přistavěna i ocelová lávka pro pěší a cyklisty. Nejkratší silniční spojení mezi Horními a Dolními Mokropsy vede devítikilometrovou oklikou přes Dobřichovice a Vráž.
Poblíž dolnomokropeského předmostí železničního mostu se nachází přístaviště Pláž, ze kterého od roku 2015 v letní sezóně zajišťuje společnost Pražské Benátky denně pravidelnou rekreační linkovou dopravu kolem Kazína do Černošic.

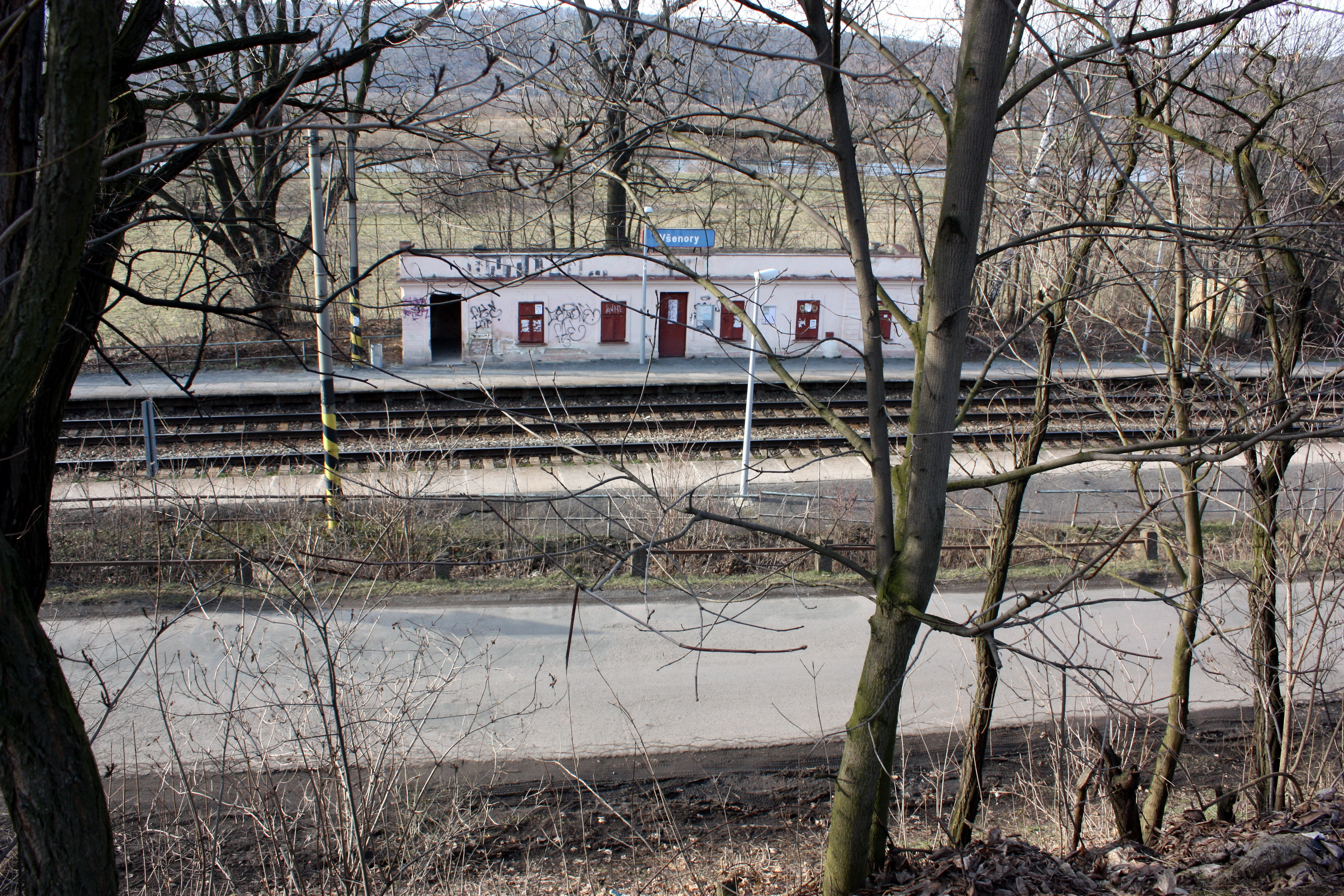
Železniční zastávka Všenory v roce 2013

Údolím Berounky vede přes Všenory železniční trať 170 Praha – Plzeň, respektive její příměstský úsek 171 Praha - Beroun. Je to dvoukolejná elektrizovaná celostátní trať, nyní součást 3. tranzitního koridoru, doprava na ní byla zahájena 14. července 1862, tehdy ještě byla jednokolejná. Původní mokropeský most byl dřevěný, roku 1876 byl nahrazen železným, v červenci 1911 byl zdvojkolejněn. 26. června 1872 byla u mostu v Dolních Mokropsech zřízena zastávka Mokropsy. Ve střední části Všenor se na ní nachází zastávka Všenory. Po trati 171 vede linka S7 (Úvaly - Praha - Beroun) v rámci pražského systému Esko s intervalovou dopravou. Dne 1. července 2015 na všenorskou zastávku kdosi pod oprýskanou tabuli s názvem zastávky připevnil čestné označení „nádraží Václava Klause“, na což upozornil senátor Václav Hampl na Facebooku a následně i celostátní tisk; SŽDC označila umístění úhledného nápisu na zanedbanou a počmáranou zastávkovou budovu za vandalismus a ještě téhož dne nápis odstranila.
Přes Všenory prochází silnice III/11510, která vede z hřebene Hřebenů z Řitky od silnice I/4 kolem Černolic a přes západní část Všenor pak proti toku Berounky do Dobřichovic k silnici II/115. Do východní části Všenor vede kolem železniční trati krátká slepá silnice III/11511.
Po silnici III/11510 projíždí přes Všenory autobusová linka PID 448 Karlík – Dobřichovice – Mníšek pod Brdy (v roce 2011 v pracovních dnech 8 párů spojů, v sobotu 3 páry spojů, v neděli 1 pár spojů, převážně v trase Dobřichovice – Mníšek pod Brdy, dopravce Martin Uher s. r. o.). Zavedena byla 28. května 2000, tehdy ještě pod číslem 348 a jen v trase Dobřichovice – Mníšek pod Brdy, a nahradila dřívější neintegrovanou linku ČSAD. Ve Všenorech má tři páry zastávek: „Všenory, sportovní areál“, „Všenory, U Kácovských“ a „Všenory, U Křížků“.

## Galerie

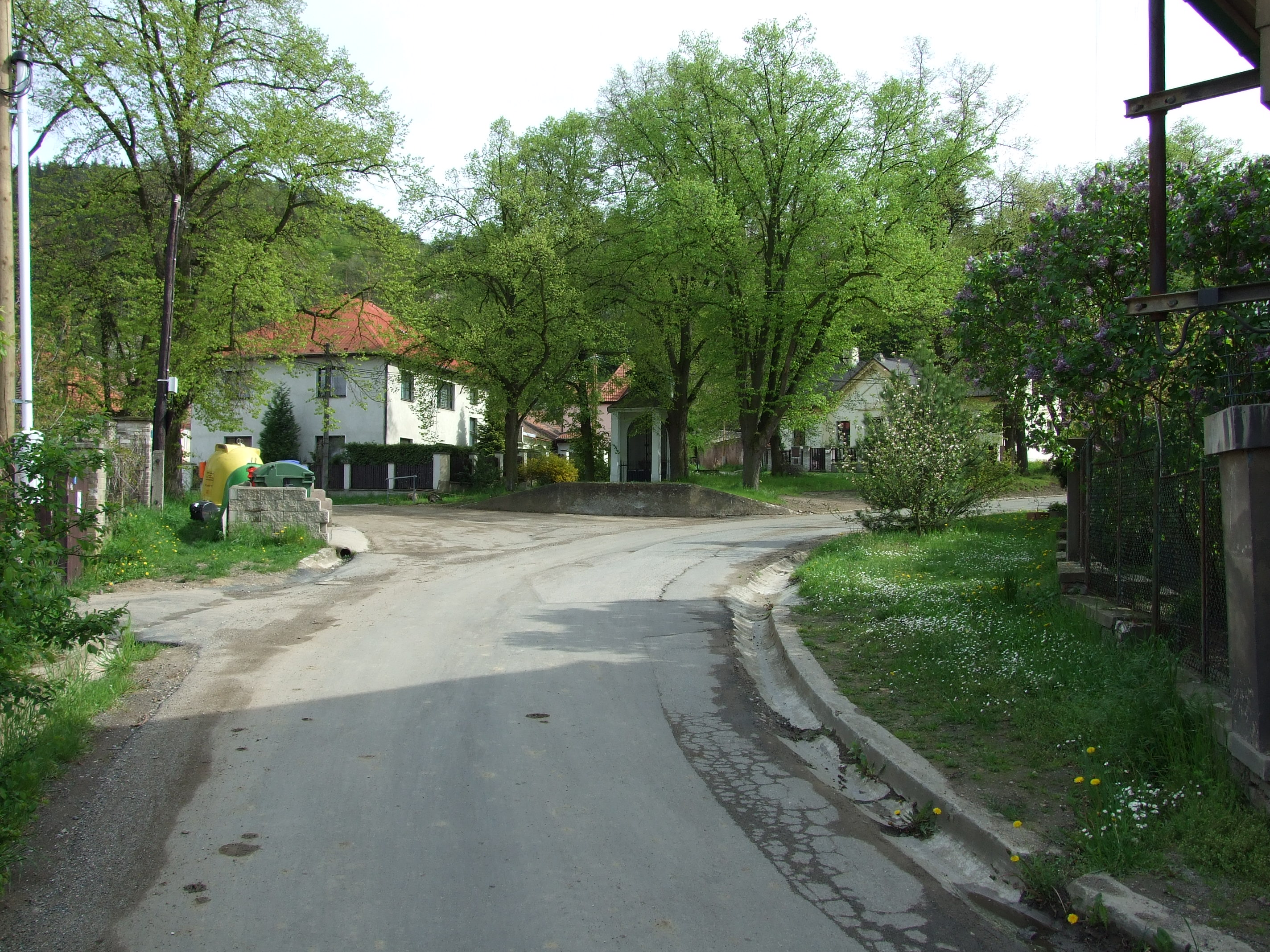
Náves v Horních Mokropsích, východní části Všenor
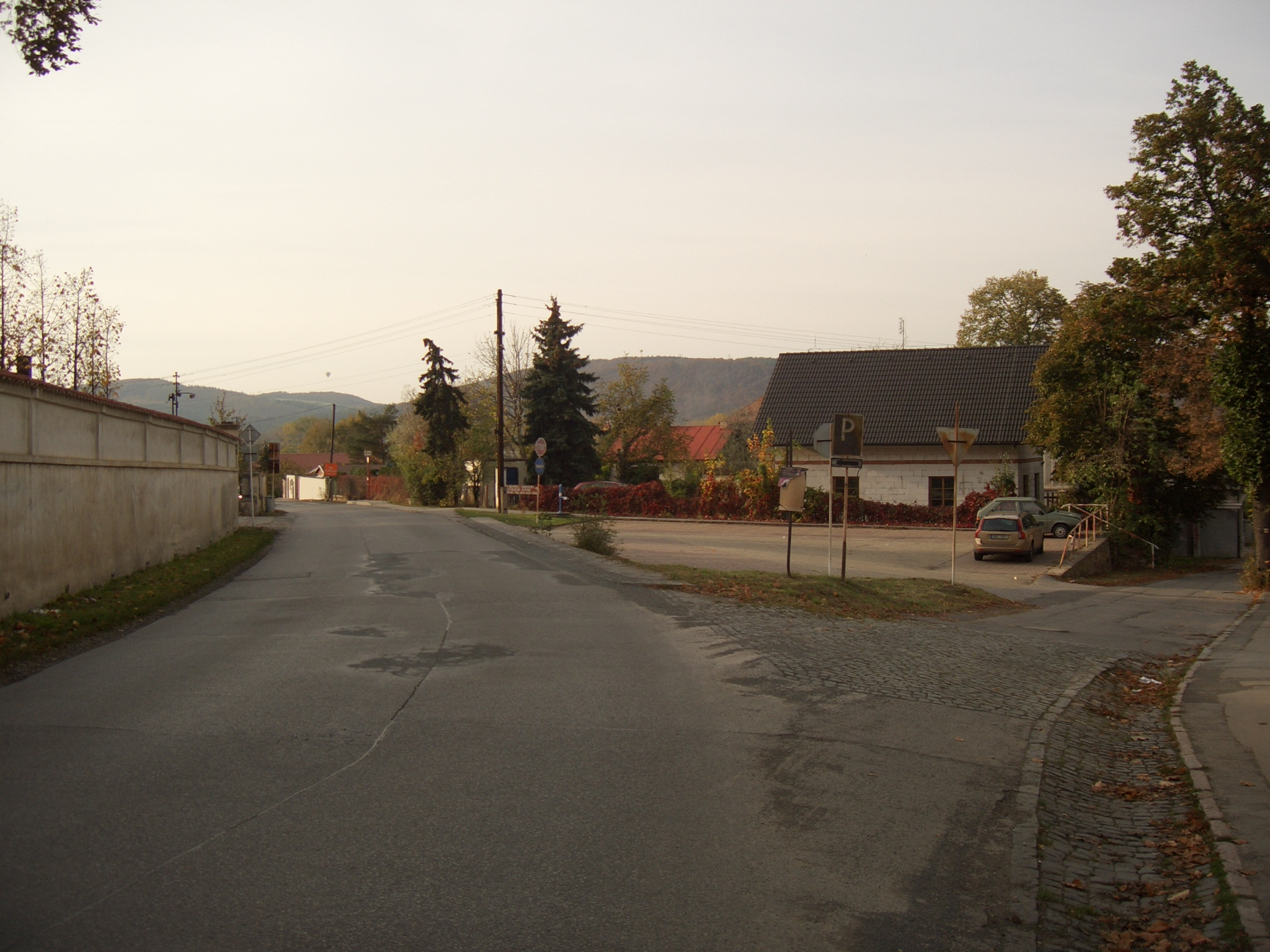
Křižovatka směrem k železniční trati
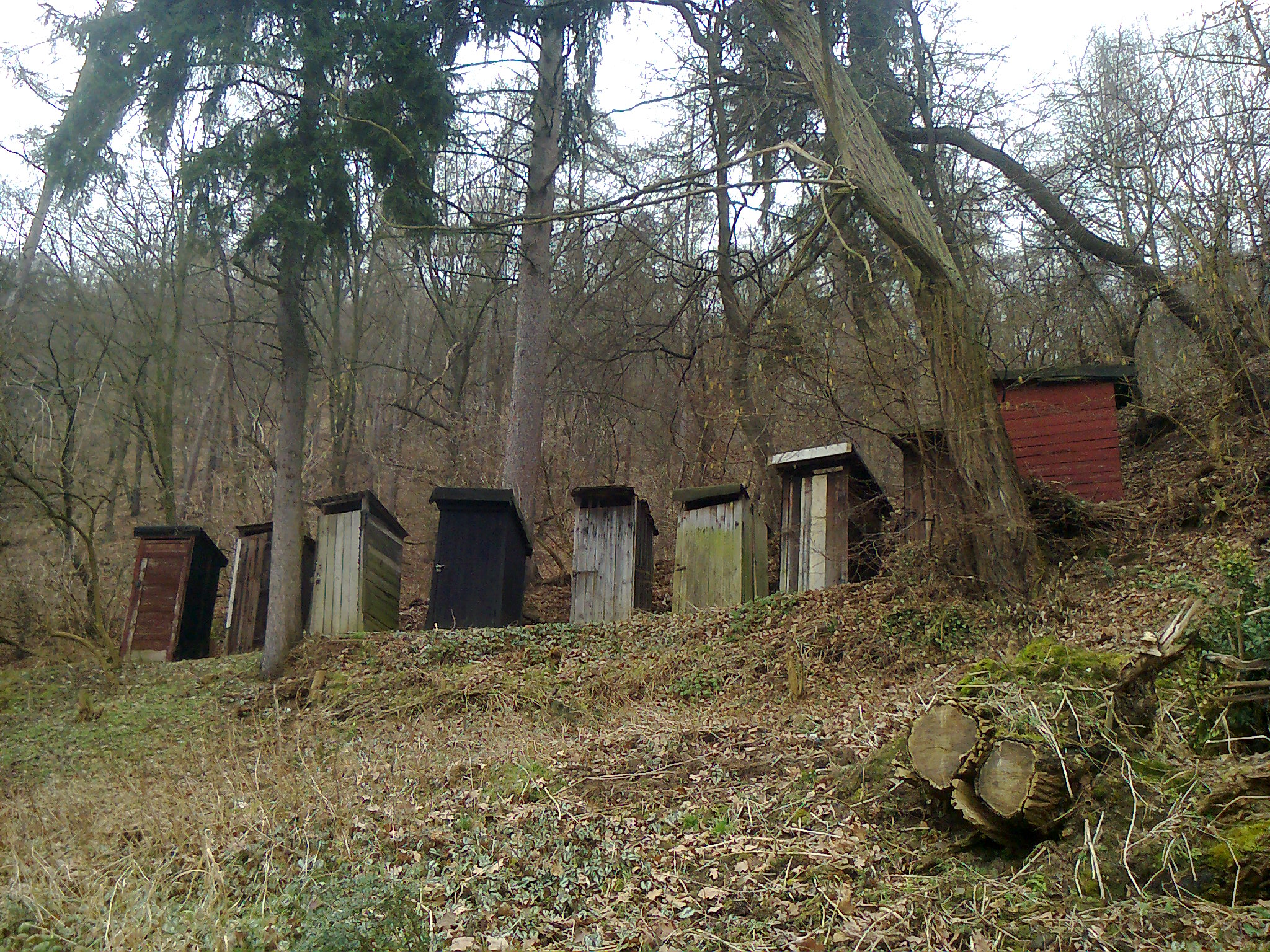
Toalety v chatové osadě Montana
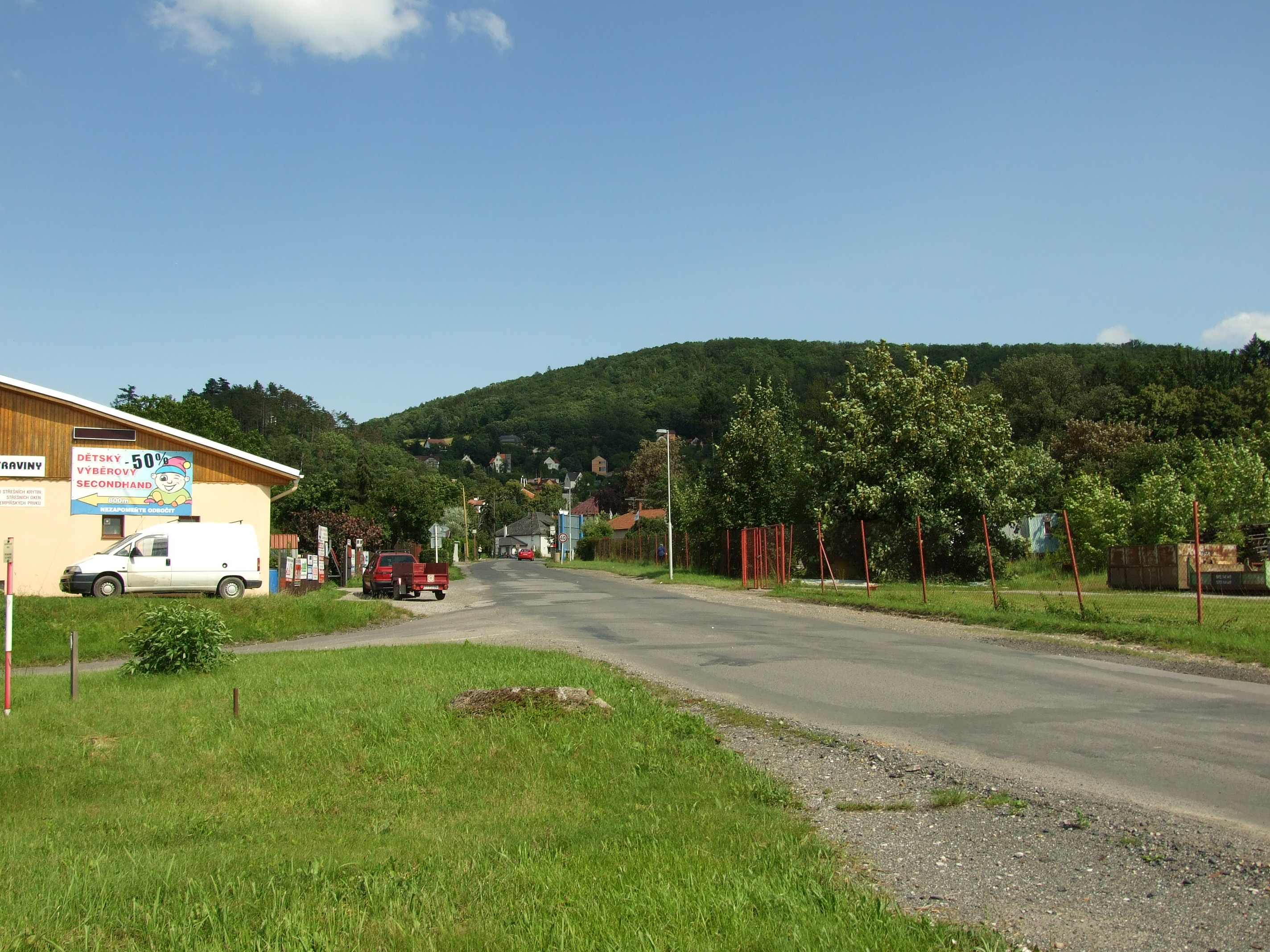
Kámen ze Všenor
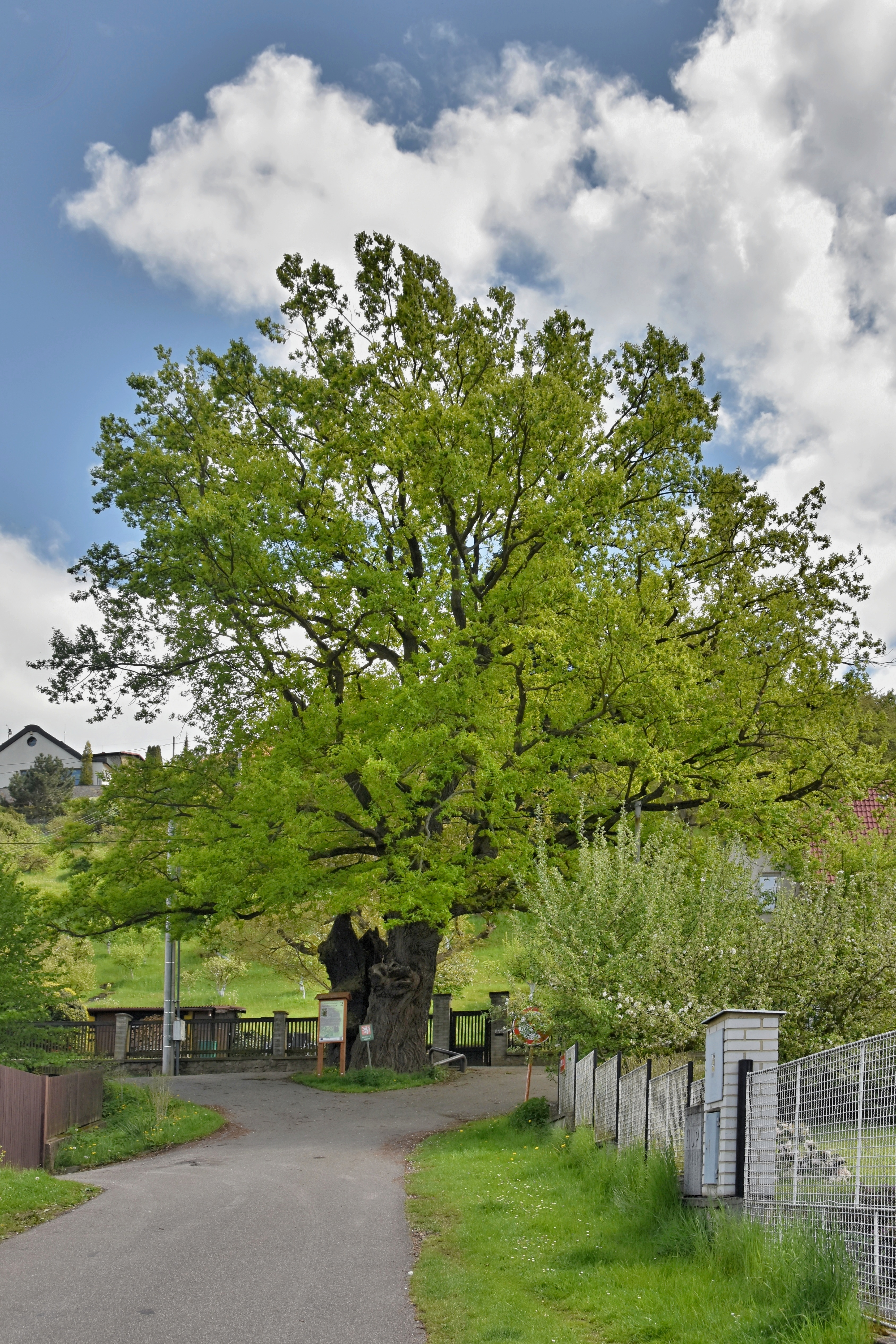
Dub letní–památný strom